# Xanthochroa
Xanthochroa är ett släkte av skalbaggar. Xanthochroa ingår i familjen blombaggar.
Kladogram enligt Catalogue of Life:
| Xanthochroa | \| \| Xanthochroa californica \| \| \| \| \| \| Xanthochroa centralis \| \| \| \| \| \| Xanthochroa erythrocephala \| \| \| \| \| \| Xanthochroa lateralis \| \| \| \| \| \| Xanthochroa marina \| \| \| \| \| \| Xanthochroa testacea \| \| \| \| \| \| Xanthochroa trinotata \| \| \| \| |
|             | \| \| Xanthochroa californica \| \| \| \| \| \| Xanthochroa centralis \| \| \| \| \| \| Xanthochroa erythrocephala \| \| \| \| \| \| Xanthochroa lateralis \| \| \| \| \| \| Xanthochroa marina \| \| \| \| \| \| Xanthochroa testacea \| \| \| \| \| \| Xanthochroa trinotata \| \| \| \| |
|             | Ananca |
|             | |
|             | Anogcodes |
|             | |
|             | Asclera |
|             | |
|             | Calopus |
|             | |
|             | Chrysanthia |
|             | |
|             | Copidita |
|             | |
|             | Ditylus |
|             | |
|             | Eumecomera |
|             | |
|             | Heliocis |
|             | |
|             | Hypasclera |
|             | |
|             | Nacerdes |
|             | |
|             | Oedemera |
|             | |
|             | Oxacis |
|             | |
|             | Oxycopis |
|             | |
|             | Paroxacis |
|             | |
|             | Rhinoplatia |
|             | |
|             | Sessinia |
|             | |
|             | Sisenes |
|             | |
|             | Sparedrus |
|             | |
|             | Thelyphassa |
|             | |
|             | Vasaces |
|             | |
|             | Xanthochroina |
|             | |
|             | Xanthochroa californica |
|             | |
|             | Xanthochroa centralis |
|             | |
|             | Xanthochroa erythrocephala |
|             | |
|             | Xanthochroa lateralis |
|             | |
|             | Xanthochroa marina |
|             | |
|             | Xanthochroa testacea |
|             | |
|             | Xanthochroa trinotata |
|             | |

|  | Xanthochroa californica    |
|  |                            |
|  | Xanthochroa centralis      |
|  |                            |
|  | Xanthochroa erythrocephala |
|  |                            |
|  | Xanthochroa lateralis      |
|  |                            |
|  | Xanthochroa marina         |
|  |                            |
|  | Xanthochroa testacea       |
|  |                            |
|  | Xanthochroa trinotata      |
|  |                            |